# Шахта Цольферайн
Шахта Цольферайн (нем. Zeche Zollverein) — недействующая каменноугольная шахта в городе Эссен (федеральная земля Северный Рейн-Вестфалия).
Шахта Цольферайн была одной из крупнейших и самых производительных шахт Рурского региона. С 2001 года шахта Цольферайн является объектом Всемирного наследия ЮНЕСКО по критериям II (объект свидетельствует о значительном взаимовлиянии человеческих ценностей в данный период времени или в определённом культурном пространстве, в архитектуре или в технологиях, в монументальном искусстве, в планировке городов или создании ландшафтов) и III (объект является уникальным или по крайней мере исключительным для культурной традиции или цивилизации, которая существует до сих пор или уже исчезла). Также сооружения шахты Цольферайн входят в состав европейского проекта «Европейский путь индустриальной культуры».

## Расположение
Основная территория шахты Цольферайн (шахты № 1/2/8 и № 12) находится на границе северо-восточных районов Эссена — Штоппенберг, Катернберг и Шоннебек и ограничена улицами Straßen Arendahls Wiese, Fritz-Schupp-Allee, Gelsenkirchener Straße и Haldenstraße. Главный вход находится на улице Gelsenkirchener Straße.
Территория шахт № 3/7/10 находится в районе Шоннебек примерно в 1 км на восток от основной территории. Территория шахт № 4/5/11 лежит в 2 км севернее основной территории в районе Катернберг. Территория шахт № 6/9 находилась в 1 км к югу от основной территории между улицами Gelsenkirchener Straße и Hallostraße. Все сооружения шахт № 6/9 были снесены в 1979 году и сейчас на месте этих шахт растёт лес. Терриконы шахт Цольферайн располагаются в районе Катернберг и в городе Гельзенкирхен.

## История

### Ранняя история (1834—1890 годы)
История шахты Цольферайн начинается в 1830-е годы, когда немецкий предприниматель Франц Ханиэль занялся поиском месторождения коксующегося угля для своих предприятий сталелитейного производства. Первый шурф в мергелевой породе был пробит в 1834 году в Шёнебеке. Особо богатый угольный пласт был найден в Катернберге на глубине 130 м. В 1847 году Франц Ханиэль основывает предприятие «Шахта Цольферайн», названная по имени основанного 1 января 1834 года Германского таможенного союза. Акции созданного предприятия Франц Ханиэль распространил среди членов своей семьи.
В выборе места для шахты свою роль сыграла также то, что в том же 1847 году была открыта ветка железной дороги Кёльн-Минденер, проходящая чуть севернее от территории шахты, что гарантировало удобство транспортировки добытого угля.
Работы по созданию шахты № 1 начались 18 февраля 1847 года под руководством горного инженера Йозефа Эртгена, имя которого сейчас носит одна из улиц в Катернберге. Добыча угля началась в 1851 году. В 1849 году начались работы по созданию шахты № 2, добыча угля в которой началась в 1852 году. Шурфы обеих шахт были оборудованы по принципу башни Малакова.
В 1857 году были запущены первые печи для коксования каменного угля, что положило начало созданию коксового завода. В 1866 году был запущен в эксплуатацию новый коксовый завод, оснащённый современным оборудованием.
В 1880 году начала строиться шахта № 3 в Шоннебеке, первый уголь она дала в 1883 году. В 1890 году все три шахты Цольферайн дали общую годовую добычу в размере 1 млн т угля, что стало абсолютным рекордом среди германских шахт того времени.

### История шахта Цольферайн до конца Германской империи (1890—1918 годы)
В промежутке с 1891 по 1896 год были запущены в эксплуатацию шахты № 4 и № 5 в Катернберге. При этих шахтах сразу же был построен современный коксовый завод.
Все первые годы эксплуатации шахты испытывали серьёзные проблемы с вентиляцией. После нескольких аварий, вызванных возгоранием рудничного газа, во всех шахтах стали создавать дополнительные вентиляционные шурфы. С 1897 по 1899 годы такие шурфы пробили на шахтах № 3 и № 7. С 1897 по 1900 годы — в шахтах № 1, 2 и 8. С 1903 по 1905 — в шахтах № 6 и 9.
В 1909 году были углублены и созданы новые подъёмные стволы на шахтах № 3 и7. После запуска в эксплуатацию шахты № 10 в 1914 году был сдан в эксплуатацию новый коксовый завод.
К началу Первой мировой войны добыча угля на шахте Цольферайн достигла 2,5 млн тонн в год.

### Шахта Цольферайн в 1918—1932 годах
С момента своего основания шахта Цольферайн находилась в собственности семейства Ханиэль, но в 1920 году она передаётся компании Phoenix AG. Phoenix AG приступает к полномасштабному обновлению и переоснащению шахты. Шахта № 2 получает транспортёрную эстакаду. Полностью обновляются шахты № 4 и № 5. Сдаётся в эксплуатацию шахта № 11. В 1927 году шахты № 4 и № 11 были оснащаются транспортерными эстакадами, при шахтах № 4,5,11 строится новый коксовый завод.
После вхождения в 1926 году Phoenix AG в состав корпорации Vereinigte Stahlwerke шахта Цольферайн передаётся в состав горнодобывающего предприятия Gelsenkirchener Bergwerks-AG города Гельзенкирхен.
В 1928 году запускается в эксплуатацию шахта № 12. Шахта № 12 считалась самой технически совершенной шахтой в мире. Суммарная добыча угля возросла до 12 тыс. тонн в сутки. Построенная в 1930 году транспортёрная эстакада стала образцом для многих позднее строившихся конвейерных систем.

### Шахта Цольферайн в 1932—1968 годах
В 1937 добыча достигает рекордных 3,6 млн тонн угля в год, на шахте трудится 6900 работников. Новый коксовый завод при шахте 1/2/8 с 54 коксовальными печами производил каждый год 200 тыс. тонн кокса.
Шахта Цольферайн не понесла серьёзных повреждений в ходе Второй мировой войны. В 1953 добыча угля вновь возросла до 2,4 млн тонн в год, вследствие чего шахта Цольферайн заняла ведущее место среди всех западногерманских каменноугольных шахт.
После передачи в ведение компании Rheinelbe Bergbau AG шахта Цольферайн пережила новый период модернизаций и усовершенствований. С 1960 по 1968 год происходит полное обновление шахт 1/2/8 под руководством архитектора Фрица Шуппа. С 1961 года работает новый коксовый завод со 192 коксовальными печами в западной части территории шахты. Этот завод, производящий 10.000 тонн кокса в сутки, долгое время считался самым современным и производительным коксовым заводом Европы.
После угольного кризиса возникают трудности сбыта, в связи с чем в 1960-е годы одна за другой закрываются угольные шахты. Первой в 1962 году закрылась шахта № 4, а уже к 1967 году добыча продолжалась только в шахте № 12.
В 1968 году шахта Цольферайн передаётся горнодобывающей компании Ruhrkohle AG.

### Последние годы (1968—1986 годы)
В 1970-е годы добыча шахты Цольферайн составляет 3 млн тонн угля в год. Начиная с 1980 годы в связи с обеднением угольных пластов южные и восточные направления добычи угля забрасываются, все усилия сосредотачиваются на северном направлении. В 1982 году происходит соединение шахты Цольферайн с шахтой Нордштерн в Гельзенкирхене.
23 декабря 1986 года принимается решение о полном закрытии шахты Цольферайн. Коксовый завод функционировал ещё до 30 июня 1993 года. При этом было принято решение о сохранении сооружений шахт 12, 1/2/8 и 3/10 в качестве памятника индустриальной культуры.

## Шахта Цольферайн сегодня
14 декабря 2001 года шахта Цольферайн была включена в список Всемирного наследия ЮНЕСКО.
Сегодня шахта Цольферайн — это культурный и творческий центр Эссена, тематическая станция регионального проекта «Путь индустриальной культуры» Рурского региона. Здесь можно посетить музей «Дорога угля», музей Рурского региона, дизайн-центр Северного Рейна-Вестфалии, музей керамики «Margaretenhöh». В бывшем коксовом заводе размещена выставка современного искусства, там же находится постоянно действующая выставка «Дворец проектов Ильи Кабакова».